# 오션스바이오
오션스바이오 주식회사(영어: Oceans Bio)는 대한민국의 뇌전증 치료 전자약 기업이다.또한 2025년에 코넥스 시장에 상장한 기업이기도 한다.

## 역사
2018년 7월 설립되어 2025년 1월 14일에 코넥스 주식시장에 상장하였다.